# EF Education-EasyPost
La EF Education-EasyPost, nota in passato come Slipstream, Garmin e Cannondale, è una squadra maschile statunitense di ciclismo su strada. Attiva tra gli Elite dal 2005, ha licenza di UCI WorldTeam.
La squadra è amministrata da Slipstream Sports LLC, società di gestione sportiva basata a Boulder, in Colorado, e diretta dall'ex ciclista professionista Jonathan Vaughters. Main sponsor è dal 2018 EF Education First, società internazionale di educazione, coadiuvata dal produttore statunitense di biciclette Cannondale.
Con la divisa del team, allora marchiata Garmin, il canadese Ryder Hesjedal si è aggiudicato il Giro d'Italia 2012, dando alla squadra la prima vittoria in un Grande giro. Il team ha inoltre vinto la Parigi-Roubaix 2011 con il belga Johan Vansummeren, la Liegi-Bastogne-Liegi 2013 e il Giro di Lombardia 2014 con l'irlandese Daniel Martin, il Giro delle Fiandre 2019 con Alberto Bettiol e diverse tappe nei Grandi giri.

## Storia

### 2003-2004: la nascita della squadra Under-23 e Juniores

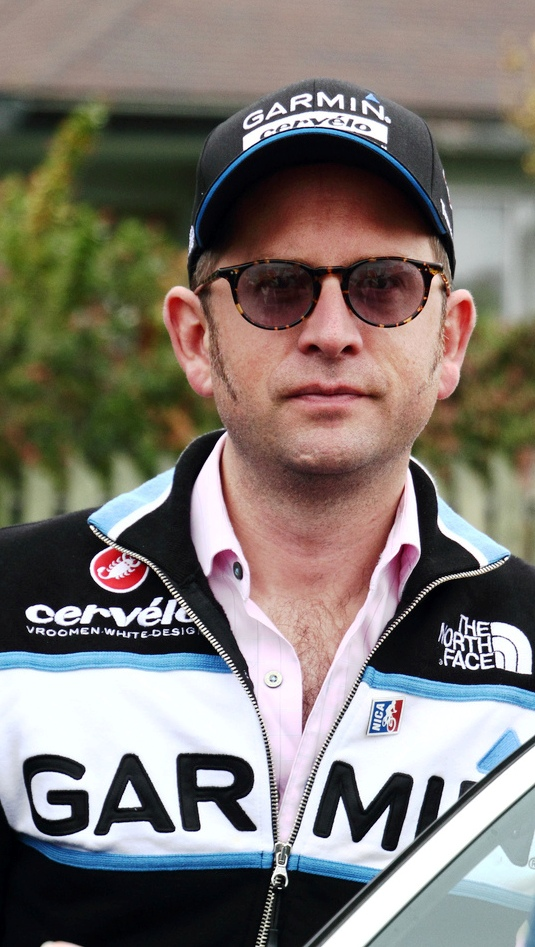
Jonathan Vaughters, fondatore e general manager della squadra

Nei primi anni 2000 Jonathan Vaughters, ciclista professionista prossimo al ritiro, decise di dare vita a un progetto di promozione del ciclismo giovanile statunitense, una formazione riservata alle categorie Under-23 e Juniores. La squadra nacque nella stagione 2003, grazie a un budget di 50 000 dollari, andandosi ad affiancare nell'organizzazione alla Prime Alliance, la formazione per cui gareggiava lo stesso Vaughters. Il team, chiamato 5280/Subaru per ragioni di sponsor, era composto da otto corridori, cinque Under-23 e tre Juniores, selezionati da Vaughters e dal direttore sportivo della Prime Alliance Roy Knickman, e diretti ed allenati da un altro ex professionista, Colby Pearce. La squadra, così composta, concluse l'annata 2003 con più di venti vittorie a livello statale e nazionale.
Nel 2004 Vaughters, ritiratosi definitivamente dalle corse, assunse direttamente la gestione della squadra, divenuta 5280/TIAA-CREF Development Cycling Team per ragioni di sponsor. Colby Pearce venne affiancato nella direzione sportiva da Ben Turner, mentre l'effettivo raddoppiò, con l'inserimento in rosa di Craig Lewis, Timothy Duggan, Zak Grabowski e Alex Howes tra gli altri. La stagione fu segnata dal grave incidente di Craig Lewis al Tour de Georgia, ma anche dal titolo di campione statunitense Under-23 vinto da Ian MacGregor.

### 2005-2006: TIAA-CREF
Nel 2005 a Boulder Vaughters fondò la Slipstream Sports LLC, società di gestione sportiva che per quella stagione acquisì dall'Unione Ciclistica Internazionale una licenza sportiva Continental (terza divisione del ciclismo mondiale). La squadra, sponsorizzata sempre da TIAA-CREF, era allora composta da 18 giovani corridori, in prevalenza statunitensi, la maggior parte dei quali provenienti dalla 5280/TIAA-CREF Development; tra essi comunque anche William Frischkorn, professionista già dal 2000, ex Mercury-Viatel e Saturn.
Con l'obiettivo di portare la sua creazione al ProTour entro il 2009, Jonathan Vaughters riuscì a raddoppiare il budget per la stagione 2006, grazie anche all'ingresso di un nuovo sponsor, la catena di ristorazione Chipotle Mexican Grill. La rosa a disposizione dei tecnici crebbe, salendo a 21 elementi, con gli arrivi, tra gli altri, di Michael Creed dalla Discovery Channel, del campione del mondo Under-23 a cronometro 2001 Danny Pate e di Tom Peterson. Il danese Johnny Weltz, ex membro dello staff di Motorola, US Postal e Team CSC, affiancò Vaughters nella direzione sportiva. La squadra aumentò così la propria presenza nelle gare europee, con oltre 100 giorni di gara nel vecchio continente e una base permanente a Gerona, in Spagna; arrivarono anche i primi successi in Europa, in una tappa al Tour de Normandie e in una alla FBD Rás in Irlanda.

### 2007-2008: Team Slipstream

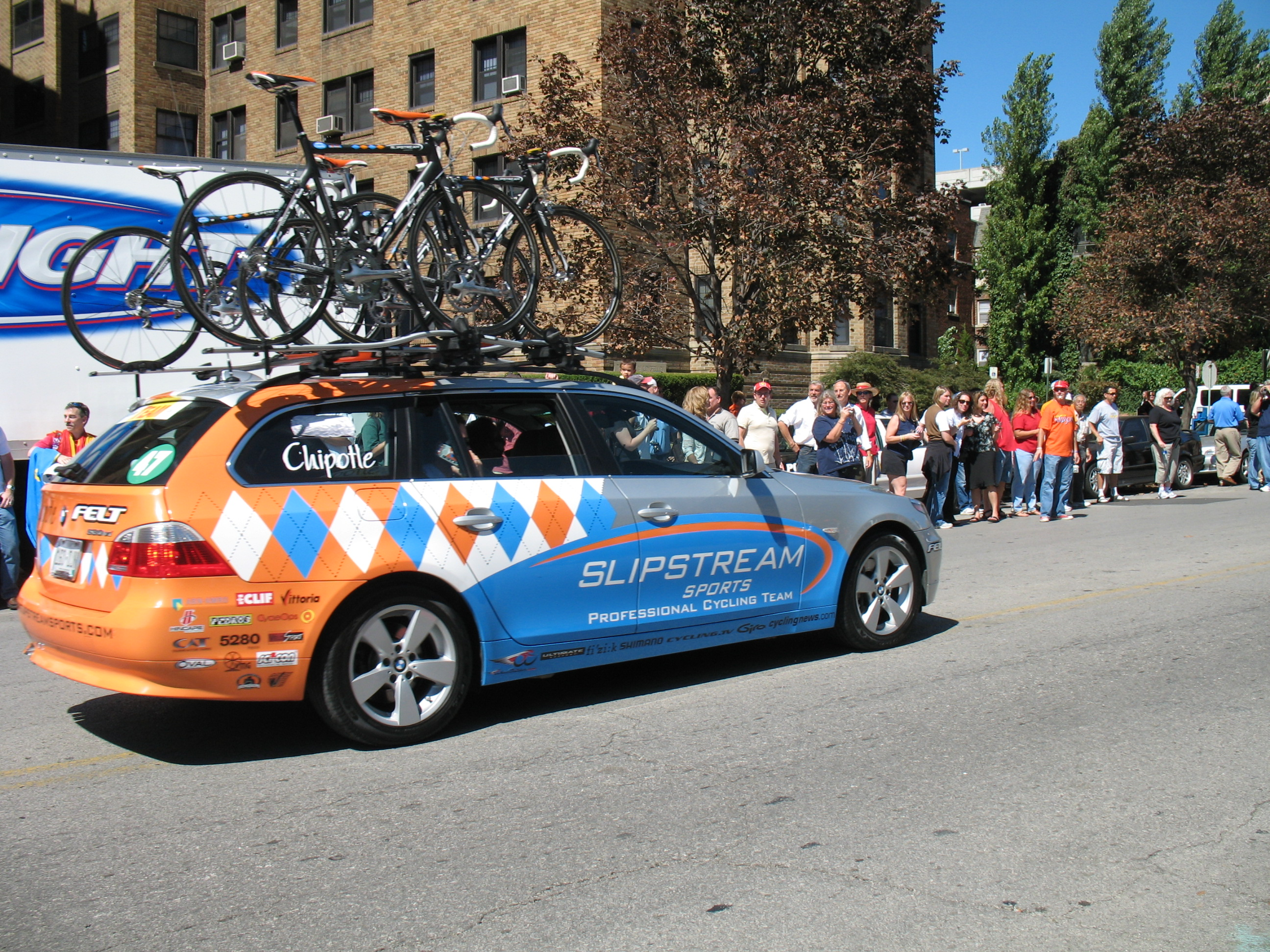
Una delle ammiraglie Slipstream nella stagione 2007

Per la stagione 2007, grazie anche al crescente sostegno economico dell'imprenditore informatico Doug Ellis (finanziatore della squadra sin dal 2005), Vaughters fece fare un ennesimo passo avanti al suo team, acquisendo la licenza Professional Continental (seconda divisione mondiale). La squadra cambiò anche il nome, diventando Team Slipstream powered by Chipotle. Altri corridori arricchirono la rosa, tra cui due giunti da team ProTour, Jonathan Patrick McCarty dalla Phonak Cycling Team e il francese Kilian Patour dalla Crédit Agricole; quell'anno, tuttavia, nessuno dei 23 atleti in maglia Slipstream riuscì a cogliere vittorie in Europa.
Puntando a partecipare ai Grandi Giri, soprattutto al Tour de France 2008, per la stagione successiva Vaughters ottenne la sponsorizzazione del marchio di gestione sportiva H30, aumentando ancora il budget a disposizione. Mise così sotto contratto dieci corridori provenienti da team ProTour: tra essi due ex vincitori del prologo del Tour de France, David Millar e David Zabriskie, lo svedese Magnus Bäckstedt, vincitore della Parigi-Roubaix 2004, gli statunitensi Christian Vande Velde, Tom Danielson e Tyler Farrar, e l'australiano Chris Sutton. La squadra, forte di un organico di 25 atleti, venne invitata a partecipare alle principali corse dell'UCI ProTour (Giro delle Fiandre, Gand-Wevelgem e Parigi-Roubaix) e a due Grandi giri, Giro d'Italia e Tour de France. Proprio in occasione della Grande Boucle subentrò un nuovo importante finanziatore, Garmin International Inc., e la formazione divenne Team Garmin-Chipotle presented by H30. Tra i risultati stagionali spiccano la vittoria nella cronometro a squadre del Giro d'Italia e la maglia rosa indossata per un giorno da Vande Velde, e il quarto posto finale dello stesso Vande Velde al Tour de France.

### 2009-2014: la sponsorizzazione Garmin

#### 2009-2010: l'ingresso nel ProTour e le vittorie di Farrar

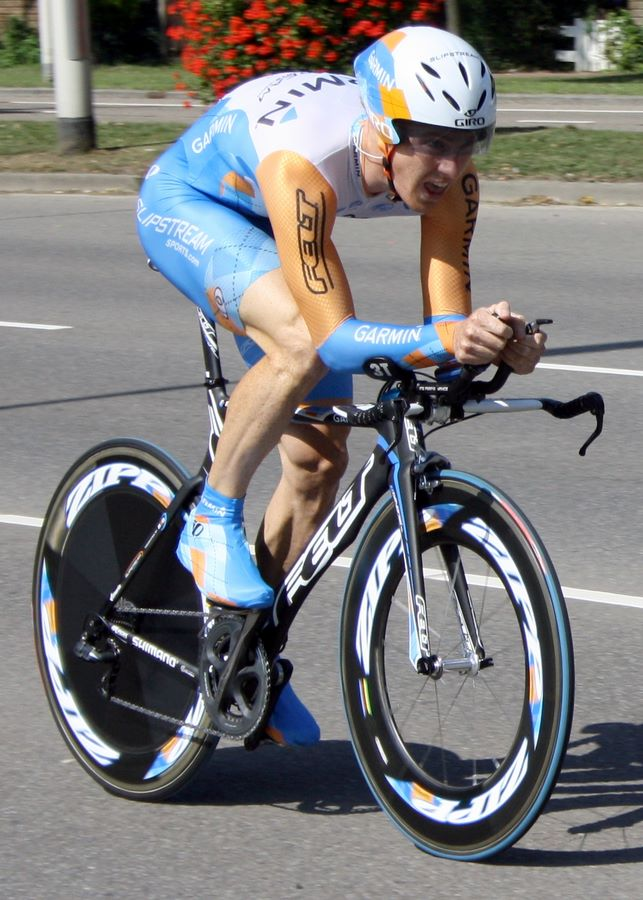
Tyler Farrar impegnato durante l'Eneco Tour 2009

Per la stagione 2009 la Slipstream Sports ricevette una licenza ProTour quadriennale dall'Unione Ciclistica Internazionale: la Garmin-Slipstream poté così partecipare di diritto a tutti gli eventi del calendario mondiale dal 2009 al 2012. La formazione si rafforzò con l'arrivo del britannico Bradley Wiggins, due volte campione olimpico su pista, deciso a concentrarsi sulla strada, e specialmente sulle cronometro dei Grandi giri. In stagione si mise in particolare evidenza il velocista Tyler Farrar, vincitore di undici corse, tra le quali la Vattenfall Cyclassics di Amburgo, inserita nel Calendario mondiale UCI, e una tappa alla Vuelta a España (in quella Vuelta vinsero una frazione anche Ryder Hesjedal e David Millar). Wiggins non colse successi né al Giro né al Tour, ma nella corsa francese raggiunse un ottimo quarto posto finale, eguagliando il piazzamento ottenuto l'anno prima da Vande Velde.
Per la stagione 2010 la squadra si avvalse di una nuova sponsorizzazione, quella dell'azienda statunitense Transitions, impiegata nella produzioni di lenti ed occhiali. Dieci atleti lasciarono il team, tra cui Chris Sutton e Bradley Wiggins (in direzione Sky), lasciando il posto ad altrettanti ciclisti che rinforzarono notevolmente la squadra per le volate, per le salite e per le classiche. Arrivarono, infatti, gli esperti Murilo Fischer, Robert Hunter, Fredrik Kessiakoff, Johan Vansummeren e Matthew Wilson e i giovani Jack Bobridge, Kirk Carlsen, Michel Kreder, Travis Meyer e Peter Stetina. La squadra vinse la classifica generale del Tour de Pologne, grazie all'irlandese Daniel Martin, e due tappe al Giro d'Italia e due al Tour de France con Tyler Farrar. David Millar fece invece sue la classifica generale della Tre giorni di La Panne, la Chrono des Nations - Les Herbiers Vendée e la prova a cronometro dei Giochi del Commonwealth. Infine il 15 agosto Farrar vinse per la seconda volta consecutiva la Vattenfall Cyclassics.

#### 2011: i successi alla Roubaix e al Tour de France
Al termine della stagione 2010 viene annunciata una nuova partnership con la Cervélo, azienda canadese produttrice di telai, che in precedenza aveva annunciato la dismissione del suo Cervélo TestTeam. La nuova squadra, chiamata Team Garmin-Cervélo, rimane comunque gestita dalla Slipstream Sports e, come parte dell'accordo, ha acquisito diversi corridori della vecchia Cervélo, nello specifico il neocampione del mondo Thor Hushovd e altri sei compagni, Roger Hammond, Heinrich Haussler, Andreas Klier, Brett Lancaster, Daniel Lloyd e Gabriel Rasch. A questi si aggiungono Christophe Le Mével dalla FDJ e Sep Vanmarcke dalla Topsport Vlaanderen-Mercator.

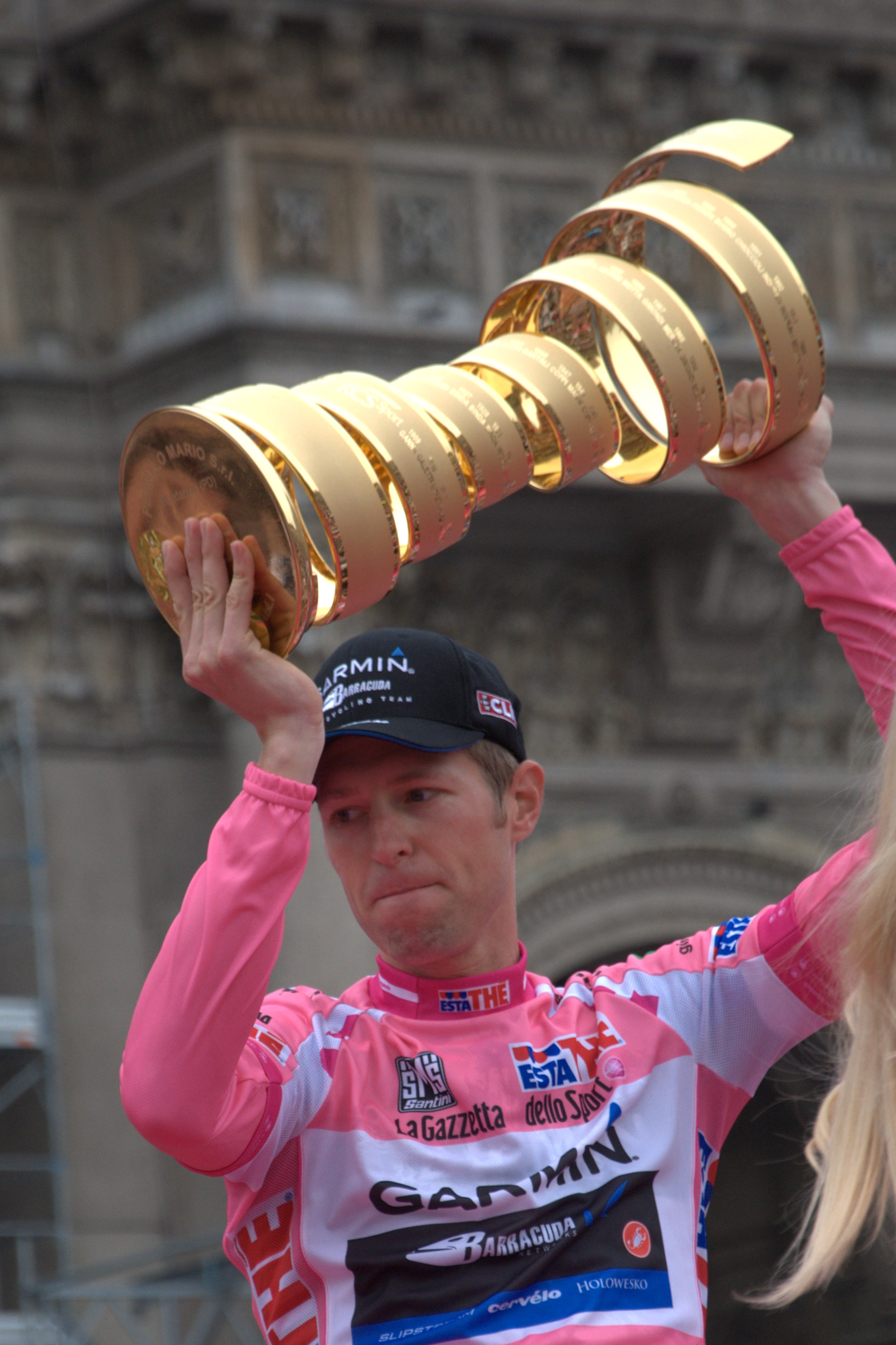
Ryder Hesjedal festeggia la vittoria al Giro d'Italia 2012

Le prime vittorie della nuova stagione per la Garmin arrivano già nel mese di gennaio al Tour Down Under, gara di apertura del World Tour: l'australiano Cameron Meyer si aggiudica infatti la quarta tappa e la vittoria finale. Il 10 aprile il belga Johan Vansummeren ottiene uno storico successo, conquistando la prestigiosa Parigi-Roubaix dopo una fuga solitaria. In maggio David Millar veste per due giorni la maglia rosa al Giro d'Italia, vincendo poi anche la cronometro finale. La stagione prosegue quindi con ulteriori successi. In luglio al Tour de France l'intera squadra si aggiudica la cronometro a squadre della corsa, consentendo a Thor Hushovd di vestire per sette giorni la maglia gialla; in quella stessa Grande Boucle Tyler Farrar vince una tappa, Hushovd altre due, e Tom Danielson si classifica all'ottavo posto finale. Nella seconda parte di stagione Daniel Martin si aggiudica una frazione alla Vuelta a España, e a fine anno è ottavo nella graduatoria individuale World Tour.

#### 2012: la vittoria del Giro d'Italia con Hesjedal
Dopo l'accordo sfumato con BigMat, per la stagione 2012 Vaughters riesce a trovare un nuovo sponsor, la Barracuda Networks, società informatica californiana. La squadra viene quindi rinominata in Team Garmin-Barracuda. Nelle classiche di inizio stagione gli atleti in rosa non ottengono particolari risultati: Sep Vanmarcke riesce comunque a vincere l'Omloop Het Nieuwsblad.
La formazione inizia poi il Giro d'Italia con ambizioni sia per le volate, con Tyler Farrar, sia per la classifica generale, con il canadese Ryder Hesjedal. Lo sprinter statunitense conferma subito le sue capacità ottenendo alcuni piazzamenti; la squadra vince quindi la cronosquadre di Verona e il lituano Ramūnas Navardauskas veste per un giorno la maglia rosa. Hesjedal intanto rimane in classifica, e al termine della settima tappa conquista a sua volta la maglia di leader della generale; la perde dopo tre giorni, dopo la tappa di Assisi, cedendola a Joaquim Rodríguez. La riconquista poi al termine della frazione con arrivo a Cervinia, ma di nuovo non riesce a difenderla da Rodríguez nella tappa successiva. Tuttavia, grazie al sesto posto ottenuto nella cronometro finale di Milano, riesce per 16" a riscavalcare lo spagnolo e a vincere il suo primo Giro d'Italia. Per la prima volta un canadese sale sul gradino più alto del podio della corsa rosa, e per la prima volta la squadra di Vaughters si aggiudica un Grande giro.
Poco prima della partenza del Tour de France, con l'ingresso di un nuovo sponsor, la compagnia di elettronica Sharp, la formazione cambia nome in Garmin-Sharp. In quella Grande Boucle David Millar riesce, al termine di una fuga, a vincere la dodicesima tappa. Nel finale di stagione arrivano anche il successo allo USA Pro Cycling Challenge con Christian Vande Velde e il settimo posto di Andrew Talansky alla Vuelta a España.

### 2015-2017: l'arrivo di Cannondale e Drapac
Main sponsor per la stagione 2015 diventa Cannondale, produttore statunitense di biciclette, già finanziatore per diverse stagioni dell'omonimo team italiano, già Liquigas, diretto da Roberto Amadio e dismesso a fine 2014. Insieme al nuovo sponsor arrivano in squadra otto atleti della vecchia Cannondale, tra cui gli italiani Moreno Moser e Davide Formolo, che in stagione vince la tappa di La Spezia al Giro d'Italia. Durante l'anno gli altri risultati di maggior rilievo arrivano da Joseph Dombrowski, vincitore del Tour of Utah, e da Daniel Martin, due volte secondo in frazioni al Tour de France.
Nel 2016 arrivano in squadra gli scalatori Pierre Rolland e Rigoberto Urán, mentre Martin passa all'Etixx-Quick Step e Hesjedal alla Trek-Segafredo. In stagione i risultati nelle grandi corse sono però piuttosto deludenti: Urán è settimo al Giro d'Italia, mentre Rolland al Tour de France chiude solo sedicesimo. Proprio nei giorni precedenti all'inizio di quella Grande Boucle viene ufficializzato l'arrivo di un nuovo secondo sponsor, Drapac, già presente nel mondo del ciclismo con il team Professional australiano Drapac Professional Cycling: la squadra assume così la denominazione Cannondale-Drapac. A fine stagione la Cannondale risulta comunque ottava nella classifica a squadre del World Tour, anche grazie ai piazzamenti del giovane Alberto Bettiol, terzo al Tour de Pologne e secondo alla Bretagne Classic Ouest-France, di Andrew Talansky, quinto al Tour de Suisse e alla Vuelta a España, e di Urán, terzo classificato al Giro di Lombardia.
Per il 2017 arrivano in squadra Sep Vanmarcke e Taylor Phinney. Durante la stagione si mette in evidenza soprattutto Rigoberto Urán: il colombiano, dopo alcuni piazzamenti top 10 nella prima parte di stagione tra Tirreno-Adriatico, Vuelta al País Vasco e Route du Sud, vince infatti la tappa di Chambéry al Tour de France e, grazie alla regolarità sulle salite e a due ulteriori secondi posti parziali, risale in classifica per concludere la corsa al secondo posto assoluto, a soli 54" dal vincitore Chris Froome. Nel finale di stagione è inoltre terzo al Giro dell'Emilia e vincitore della Milano-Torino. Ulteriori risultati arrivano anche con Sebastian Langeveld, terzo alla Parigi-Roubaix, e con Andrew Talansky e Pierre Rolland, vincitori di una frazione rispettivamente al Tour of California e al Giro d'Italia. Nel settembre 2017 viene intanto annunciato un nuovo sponsor per le stagioni seguenti, la società di corsi di lingua EF Education First.

## Cronistoria

### Annuario
| Anno | Codice  | Nome | Cat. | Biciclette | Dirigenza |
| ---- | ------- | --- | ---- | ---------- | --- |
| 2005 | TTI     | Team TIAA-CREF                                                                                               | CT   | LeMond     | Manager: Jonathan Vaughters Dir. sportivi: Benjamin Turner, Colby Pearce, Frankie Andreu, Phil Ligget                                                                                     |
| 2006 | TIA     | Team TIAA-CREF                                                                                               | CT   | Javelin    | Manager: Jonathan Vaughters Dir. sportivi: Benjamin Turner, Colby Pearce, Johnny Weltz, Allen Lim, Kevin Grove                                                                            |
| 2007 | TSL     | Team Slipstream                                                                                              | PCT  | Felt       | Manager: Jonathan Vaughters Dir. sportivi: Johnny Weltz |
| 2008 | TSL     | Team Slipstream-Chipotle presented by H30 (fino al 4 luglio) Garmin-Chipotle presented by H30 (dal 5 luglio) | PCT  | Felt       | Manager: Jonathan Vaughters Dir. sportivi: Chann McRae, Lionel Marie, Johnny Weltz, Matthew White, Elizabeth Seliga                                                                       |
| 2009 | GRM     | Garmin-Slipstream                                                                                            | PT   | Felt       | Manager: Jonathan Vaughters Dir. sportivi: Chann McRae, Lionel Marie, Johnny Weltz, Matthew White                                                                                         |
| 2010 | GRM     | Garmin-Transitions                                                                                           | PT   | Felt       | Manager: Jonathan Vaughters Dir. sportivi: Bingen Fernández, Chann McRae, Lionel Marie, Johnny Weltz, Matthew White                                                                       |
| 2011 | GRM     | Team Garmin-Cervélo                                                                                          | WT   | Cervélo    | Manager: Jonathan Vaughters Dir. sportivi: Bingen Fernández, Chann McRae, Lionel Marie, Johnny Weltz, Matthew White                                                                       |
| 2012 | GRM GRS | Team Garmin-Barracuda (fino al 30 giugno) Garmin-Sharp (dal 1º luglio)                                       | WT   | Cervélo    | Manager: Jonathan Vaughters Dir. sportivi: Bingen Fernández, Geert Van Bondt, Eric Van Lancker, Charles Wegelius, Chann McRae, Allan Peiper                                               |
| 2013 | GRS     | Garmin-Sharp                                                                                                 | WT   | Cervélo    | Manager: Jonathan Vaughters Dir. sportivi: Bingen Fernández, Andreas Klier, Chann McRae, Geert Van Bondt, Eric Van Lancker, Charles Wegelius, Johnny Weltz                                |
| 2014 | GRS     | Garmin-Sharp                                                                                                 | WT   | Cervélo    | Manager: Jonathan Vaughters Dir. sportivi: Bingen Fernández, Robert Hunter, Andreas Klier, Chann McRae, Geert Van Bondt, Eric Van Lancker, Charles Wegelius, Johnny Weltz                 |
| 2015 | TCG     | Team Cannondale-Garmin                                                                                       | WT   | Cannondale | Manager: Jonathan Vaughters Dir. sportivi: Robert Hunter, Bingen Fernández, Fabrizio Guidi, Andreas Klier, Eric Van Lancker, Charles Wegelius, Johnny Weltz                               |
| 2016 | CPT CDT | Cannondale Pro Cycling Team (fino al 30 giugno) Cannondale-Drapac Pro Cycling Team (dal 1º luglio)           | WT   | Cannondale | Manager: Jonathan Vaughters Dir. sportivi: Charles Wegelius, Bingen Fernández, Juan Manuel Gárate, Fabrizio Guidi, Andreas Klier, Eric Van Lancker, Johnny Weltz                          |
| 2017 | CDT     | Cannondale-Drapac Pro Cycling Team                                                                           | WT   | Cannondale | Manager: Jonathan Vaughters Dir. sportivi: Charles Wegelius, Juan Manuel Gárate, Fabrizio Guidi, Andreas Klier, Tom Southam, Ken Vanmarcke                                                |
| 2018 | EFD     | Team EF Education First-Drapac powered by Cannondale                                                         | WT   | Cannondale | Manager: Jonathan Vaughters Dir. sportivi: Charles Wegelius, Juan Manuel Gárate, Fabrizio Guidi, Andreas Klier, Tom Southam, Ken Vanmarcke                                                |
| 2019 | EF1     | EF Education First                                                                                           | WT   | Cannondale | Manager: Jonathan Vaughters Dir. sportivi: Charles Wegelius, Juan Manuel Gárate, Fabrizio Guidi, Timothy Kennaugh, Andreas Klier, Tom Southam, Ken Vanmarcke                              |
| 2020 | EF1     | EF Pro Cycling                                                                                               | WT   | Cannondale | Manager: Jonathan Vaughters Dir. sportivi: Charles Wegelius, Matti Breschel, Juan Manuel Gárate, Fabrizio Guidi, Andreas Klier, Tom Southam, Ken Vanmarcke                                |
| 2021 | EFN     | EF Education-Nippo                                                                                           | WT   | Cannondale | Manager: Jonathan Vaughters Dir. sportivi: Charles Wegelius, Matti Breschel, Juan Manuel Gárate, Andreas Klier, Tom Southam, Ken Vanmarcke                                                |
| 2022 | EFE     | EF Education-EasyPost                                                                                        | WT   | Cannondale | Manager: Jonathan Vaughters Dir. sportivi: Charles Wegelius, Matti Breschel, Juan Manuel Gárate, Andreas Klier, Tom Southam, Tejay van Garderen, Ken Vanmarcke                            |
| 2023 | EFE     | EF Education-EasyPost                                                                                        | WT   | Cannondale | Manager: Jonathan Vaughters Dir. sportivi: Charles Wegelius, Jonathan Frank Breekveldt, Matti Breschel, Juan Manuel Gárate, Andreas Klier, Tom Southam, Tejay van Garderen, Ken Vanmarcke |
| 2024 | EFE     | EF Education-EasyPost                                                                                        | WT   | Cannondale | Manager: Jonathan Vaughters Dir. sportivi: Charles Wegelius, Jonathan Frank Breekveldt, Matti Breschel, Juan Manuel Gárate, Andreas Klier, Tom Southam, Tejay van Garderen, Ken Vanmarcke |
| 2025 | EFE     | EF Education-EasyPost                                                                                        | WT   | Cannondale | Manager: Charles Wegelius Dir. sportivi: Matti Breschel, Juan Manuel Gárate, Andreas Klier, Sebastian Langeveld, Tom Southam, Tejay van Garderen, Ken Vanmarcke                           |

### Classifiche UCI
Aggiornato all 22 ottobre 2024.
| Anno | Classifica | Pos. | Migliore cl. individuale   |
| ---- | ---------- | ---- | -------------------------- |
| 2005 | America T. | 15º  | Timothy Duggan (122º)      |
| 2005 | Europe T.  | 81º  | William Frischkorn (362º)  |
| 2006 | America T. | 7º   | Danny Pate (19º)           |
| 2006 | Europe T.  | 80º  | Danny Pate (283º)          |
| 2007 | America T. | 5º   | William Frischkorn (19º)   |
| 2007 | Europe T.  | 95º  | William Frischkorn (571º)  |
| 2008 | America T. | 1º   | Christian Vande Velde (3º) |
| 2008 | Europe T.  | 14º  | Daniel Martin (41º)        |
| 2009 | World Cal. | 11º  | Tyler Farrar (18º)         |
| 2010 | World Cal. | 6º   | Ryder Hesjedal (7º)        |
| 2011 | World Tour | 8º   | Daniel Martin (8º)         |
| 2012 | World Tour | 9º   | Ryder Hesjedal (13º)       |
| 2013 | World Tour | 8º   | Daniel Martin (7º)         |
| 2014 | World Tour | 11º  | Daniel Martin (9º)         |
| 2015 | World Tour | 16º  | Ryder Hesjedal (46º)       |
| 2016 | World Tour | 8º   | Alberto Bettiol (20º)      |
| 2017 | World Tour | 10º  | Rigoberto Urán (20º)       |
| 2018 | World Tour | 16º  | Rigoberto Urán (42º)       |
| 2019 | World Tour | 11º  | Michael Woods (24º)        |
| 2020 | World Tour | 10º  | Daniel Martínez (34º)      |
| 2021 | World Tour | 16º  | Neilson Powless (52º)      |
| 2022 | World Tour | 18º  | Neilson Powless (63º)      |
| 2023 | World Tour | 11º  | Ben Healy (22º)            |
| 2024 | World Tour | 11º  | Richard Carapaz (18º)      |

## Divise
| Garmin (2011) | Garmin (2012) | Cannondale (2015) | Cannondale (2016-2017) | EF Education First (2018) | EF Education First (2019) | EF Education (2021) | EF Education (2023) |

## Palmarès
Aggiornato al 27 luglio 2025.

### Grandi Giri
- Giro d'Italia

Partecipazioni: 18 (2008, 2009, 2010, 2011, 2012, 2013, 2014, 2015, 2016, 2017, 2018, 2019, 2020, 2021, 2022, 2023, 2024, 2025)
Vittorie di tappa: 16
2008: 1 (cronosquadre)
2010: 2 (Tyler Farrar)
2011: 1 (David Millar)
2012: 1 (cronosquadre)
2013: 1 (Ramūnas Navardauskas)
2015: 1 (Davide Formolo)
2017: 1 (Pierre Rolland)
2020: 2 (Jonathan Caicedo, Ruben Guerreiro)
2021: 1 (Alberto Bettiol)
2023: 2 (Ben Healy, Magnus Cort Nielsen)
2024: 1 (Georg Steinhauser)
2025: 2 (Richard Carapaz, Kasper Asgreen)
Vittorie finali: 1
2012 (Ryder Hesjedal)
Altre classifiche: 2
2012: Squadre
2020: Scalatori (Ruben Guerreiro)
- Tour de France

Partecipazioni: 18 (2008, 2009, 2010, 2011, 2012, 2013, 2014, 2015, 2016, 2017, 2018, 2019, 2020, 2021, 2022, 2023, 2024, 2025)
Vittorie di tappa: 12
2011: 4 (2 Thor Hushovd, cronosquadre, Tyler Farrar)
2012: 1 (David Millar)
2013: 1 (Daniel Martin)
2014: 1 (Ramūnas Navardauskas)
2017: 1 (Rigoberto Urán)
2020: 1 (Daniel Martínez)
2022: 1 (Magnus Cort Nielsen)
2024: 1 (Richard Carapaz)
2025: 1 (Ben Healy)
Vittorie finali: 0
Altre classifiche: 4
2011: Squadre
2024: Scalatori (Richard Carapaz), Combattività (Richard Carapaz)
2025: Combattività (Ben Healy)
- Vuelta a España

Partecipazioni: 16 (2009, 2010, 2011, 2012, 2013, 2014, 2015, 2016, 2017, 2018, 2019, 2020, 2021, 2022, 2023, 2024)
Vittorie di tappa: 16
2009: 3 (Tyler Farrar, Ryder Hesjedal, David Millar)
2010: 2 (Tyler Farrar)
2011: 1 (Daniel Martin)
2018: 2 (Simon Clarke, Michael Woods)
2019: 1 (Sergio Higuita)
2020: 3 (Michael Woods, Hugh Carthy, Magnus Cort Nielsen)
2021: 3 (Magnus Cort Nielsen)
2022: 1 (Rigoberto Urán)
Vittorie finali: 0
Altre classifiche: 1
2017: Scalatori (Davide Villella)

### Classiche monumento
- Giro delle Fiandre: 1

2019 (Alberto Bettiol)
- Parigi-Roubaix: 1

2011 (Johan Vansummeren)
- Liegi-Bastogne-Liegi: 1

2013 (Daniel Martin)
- Giro di Lombardia: 1

2014 (Daniel Martin)

### Campionati nazionali
- Campionati australiani: 2

In linea: 2011 (Jack Bobridge)
Cronometro: 2011 (Cameron Meyer)
- Campionati brasiliani: 2

In linea: 2010, 2011 (Murilo Fischer)
- Campionati britannici: 1

Cronometro: 2009 (Bradley Wiggins)
- Campionati canadesi: 2

Cronometro: 2009, 2010 (Svein Tuft)
- Campionati colombiani: 2

In linea: 2023 (Esteban Chaves)
Cronometro: 2019 (Daniel Martínez)
- Campionati ecuadoriani: 5

In linea: 2019 (Jonathan Caicedo); 2023 (Esteban Chaves)
Cronometro: 2019, 2023 (Jonathan Caicedo); 2024 (Richard Carapaz)
- Campionati estoni: 1

In linea: 2025 (Madis Mihkels)
- Campionati irlandesi: 5

In linea: 2017 (Ryan Mullen); 2023 (Ben Healy); 2024 (Darren Rafferty)
Cronometro: 2017 (Ryan Mullen); 2022 (Ben Healy)
- Campionati italiani: 1

In linea: 2024 (Alberto Bettiol)
- Campionati lituani: 3

In linea: 2012, 2016 (Ramūnas Navardauskas)
Cronometro: 2014, 2015 (Ramūnas Navardauskas)
- Campionati neozelandesi: 1

Cronometro: 2016 (Patrick Bevin)
- Campionati olandesi: 1

In linea: 2014 (Sebastian Langeveld)
- Campionati statunitensi: 7

Cronometro: 2008, 2009, 2011 (David Zabriskie)
In linea: 2015 (Andrew Talansky); 2019 (Alex Howes); 2024 (Sean Quinn)
In linea U23: 2005 (Ian McGregor)
- Campionati svizzeri: 1

Cronometro: 2023 (Stefan Bissegger)
- Campionati tedeschi: 1

In linea: 2012 (Fabian Wegmann)

## Organico 2025
Aggiornato al 1° gennaio 2025.

### Staff tecnico
|  | Naz.                     | Ruolo | Sportivo            |  |  |  |
|  | ------------------------ | ----- | ------------------- |  |  |  |
|  | Stati Uniti (bandiera)   | GM    | Charles Wegelius    |  |  |  |
|  | Danimarca (bandiera)     | DS    | Matti Breschel      |  |  |  |
|  | Spagna (bandiera)        | DS    | Juan Manuel Gárate  |  |  |  |
|  | Germania (bandiera)      | DS    | Andreas Klier       |  |  |  |
|  | Paesi Bassi (bandiera)   | DS    | Sebastian Langeveld |  |  |  |
|  | Gran Bretagna (bandiera) | DS    | Tom Southam         |  |  |  |
|  | Stati Uniti (bandiera)   | DS    | Tejay van Garderen  |  |  |  |
|  | Belgio (bandiera)        | DS    | Ken Vanmarcke       |  |  |  |

### Rosa
|  | Naz.                     |  | Sportivo                   | Anno |  |  |
|  | ------------------------ |  | -------------------------- | ---- |  |  |
|  | Italia (bandiera)        |  | Vincenzo Albanese          | 1996 |  |  |
|  | Danimarca (bandiera)     |  | Kasper Asgreen             | 1995 |  |  |
|  | Italia (bandiera)        |  | Samuele Battistella        | 1998 |  |  |
|  | Francia (bandiera)       |  | Alex Baudin                | 2001 |  |  |
|  | Spagna (bandiera)        |  | Markel Beloki              | 2005 |  |  |
|  | Paesi Bassi (bandiera)   |  | Marijn van den Berg        | 1999 |  |  |
|  | Ecuador (bandiera)       |  | Richard Carapaz            | 1993 |  |  |
|  | Gran Bretagna (bandiera) |  | Hugh Carthy                | 1994 |  |  |
|  | Ecuador (bandiera)       |  | Jefferson Alexander Cepeda | 1998 |  |  |
|  | Colombia (bandiera)      |  | Esteban Chaves             | 1990 |  |  |
|  | Portogallo (bandiera)    |  | Rui Costa                  | 1986 |  |  |
|  | Gran Bretagna (bandiera) |  | Owain Doull                | 1993 |  |  |
|  | Irlanda (bandiera)       |  | Ben Healy                  | 2000 |  |  |
|  | Danimarca (bandiera)     |  | Mikkel Honoré              | 1997 |  |  |
|  | Paesi Bassi (bandiera)   |  | Jardi van der Lee          | 2001 |  |  |
|  | Australia (bandiera)     |  | Alastair MacKellar         | 2002 |  |  |
|  | Estonia (bandiera)       |  | Madis Mihkels              | 2003 |  |  |
|  | Gran Bretagna (bandiera) |  | Lukas Nerurkar             | 2003 |  |  |
|  | Stati Uniti (bandiera)   |  | Neilson Powless            | 1996 |  |  |
|  | Stati Uniti (bandiera)   |  | Sean Quinn                 | 2000 |  |  |
|  | Irlanda (bandiera)       |  | Darren Rafferty            | 2003 |  |  |
|  | Gran Bretagna (bandiera) |  | Jack Rootkin-Gray          | 2002 |  |  |
|  | Irlanda (bandiera)       |  | Archie Ryan                | 2001 |  |  |
|  | Gran Bretagna (bandiera) |  | James Shaw                 | 1996 |  |  |
|  | Germania (bandiera)      |  | Georg Steinhauser          | 2001 |  |  |
|  | Australia (bandiera)     |  | Harry Sweeny               | 1998 |  |  |
|  | Giappone (bandiera)      |  | Yuhi Todome                | 2002 |  |  |
|  | Danimarca (bandiera)     |  | Michael Valgren            | 1998 |  |  |
|  | Gran Bretagna (bandiera) |  | Max Walker                 | 2001 |  |  |